# Mijaíl Komelkov
Mijaíl Serguéyevich Komelkov (en ruso: Михаи́л Серге́евич Комелько́в; Kedrovo, RSFS de Rusia, 12 se abril de 1923 - San Petersburgo, Rusia, 25 de abril de 2003) fue un aviador militar soviético y as de la aviación que combatió en la Segunda Guerra Mundial en la Fuerza Aérea Soviética. Al final de la guerra, había derribado treinta y tres aviones enemigos en solitario y siete compartidos, por los que poco después recibió el título de Héroe de la Unión Soviética el 27 de junio de 1945.

## Biografía

### Infancia y juventud
Mijaíl Komelkov nació en el seno de una familia de campesinos rusos el 12 de abril de 1922 en la pequeña localidad rural de Kedrovo —en esa época situado en la gobernación de Tver en la RSFS de Rusia, actualmente ubicado en el óblast de Tver en Rusia—. Después de terminar el séptimo grado en la escuela del pueblo, se mudó a Leningrado en 1937. Allí cursó un año de estudios en el Instituto Técnico de Maquinaria de la Industria Aeronáutica y Aeronáutica. El 5 de noviembre de 1938 se alistó en el Ejército Rojo y en febrero de 1940 se graduó en la Escuela de Pilotos de Aviación Militar de Chugúyev. Después de graduarse fue asignado al Distrito Militar Especial Oeste como subteniente en el 122.º Regimiento de Aviación de Cazas.

### Segunda Guerra Mundial
Luchó en la Segunda Guerra Mundial desde el comienzo de la misma como líder de vuelo en el 122.º Regimiento de Aviación de Cazas, volando en cazas I-16 y MiG-3. Resultó herido en combate aéreo en agosto de 1941, después de recuperarse de sus heridas sirvió como piloto instructor en el 25.º Regimiento de Aviación de Cazas de Reserva, una unidad de entrenamiento estacionada en el Distrito Militar de Moscú. Su solicitud de regresar al frente fue concedida y regresó al combate el 16 de febrero de 1943 como piloto sénior y comandante de escuadrón del 298.º Regimiento de Aviación de Cazas (que fue renombrado como el 104.º Regimiento de Aviación de Cazas de la Guardia el 24 de agosto, por su distinción en combate).
Komelkov, que pilotaba el P-39 Airacobra, obtuvo treinta y tres victorias aéreas y siete compartidas, acumuladas durante dos años de combate en los frentes Sur, 4.º Frente Ucraniano, 2.º Frente Ucraniano y 1.º Frente Ucraniano. Participó en las batallas aéreas sobre el Kubán desde el 17 de marzo hasta junio de 1943. Volando tres salidas diarias el 16 de abril, Komelkov fue acreditado con la destrucción de tres cazas alemanes ese día. En total, se le atribuyó la destrucción de quince aviones alemanes durante las batallas aéreas del Kubán, y sus acciones fueron reportadas en el periódico de la Fuerza Aérea Soviética. En marzo de 1945 fue nombrado comandante adjunto del regimiento.
Al final de la guerra ascendió al rango de capitán y sirvió como subcomandante del regimiento. Tras haber realizado 321 misiones de combate y participado en 75 batallas aéreas, Komelkov recibió el título de Héroe de la Unión Soviética y la Orden de Lenin el 27 de junio de 1945. También fue condecorado con la Orden de la Bandera Roja cuatro veces, la Orden de Alejandro Nevski, la Orden de la Guerra Patria de primera clase dos veces y la Orden de la Estrella Roja.

### Posguerra
Tras el fin de la guerra, continuó sirviendo en la Fuerza Aérea Soviética. Se graduó de la Academia Militar de la Fuerza Aérea en 1956 y posteriormente ocupó diferentes puestos de mando y participó en el entrenamiento de los cosmonautas Vladímir Shatálov y Andrián Nikoláyev. Se retiró del ejército con el grado de coronel el 13 de febrero de 1961 y vivió en Leningrado. Antes de jubilarse, trabajó en un instituto de investigación. Komelkov murió el 25 de abril de 2003 y fue enterrado en el cementerio de San Nicolás de San Petersburgo.

## Condecoraciones
A lo largo de su vida militar, Mijaíl Komelkov recibió las siguientes condecoraciones
|  | Héroe de la Unión Soviética (27 de junio de 1945)                                                                           |
|  | Orden de Lenin (27 de junio de 1945)                                                                                        |
|  | Orden de la Bandera Roja, cuatro veces (2 de mayo de 1943, 5 de junio de 1943, 6 de noviembre de 1943 y 8 de marzo de 1945) |
|  | Orden de Alejandro Nevski (25 de abril de 1945)                                                                             |
|  | Orden de la Estrella Roja                                                                                                   |
|  | Orden de la Guerra Patria de 1.er grado, dos veces (23 de julio de 1944 y 11 de marzo de 1945)                              |
|  | Medalla por el Servicio de Combate                                                                                          |
|  | Medalla por la Defensa del Cáucaso (1944)                                                                                   |
|  | Medalla por la Victoria sobre Alemania en la Gran Guerra Patria 1941-1945 (1945)                                            |
|  | Medalla Conmemorativa del 20.º Aniversario de la Victoria en la Gran Guerra Patria de 1941-1945 (1965)                      |
|  | Medalla Conmemorativa del 30.º Aniversario de la Victoria en la Gran Guerra Patria de 1941-1945 (1975)                      |
|  | Medalla Conmemorativa del 40.º Aniversario de la Victoria en la Gran Guerra Patria de 1941-1945 (1985)                      |
|  | Medalla Conmemorativa del 50.º Aniversario de la Victoria en la Gran Guerra Patria de 1941-1945 (1993)                      |
|  | Medalla de Zhúkov (1994) |
|  | Medalla por la Conquista de Berlín (1945)                                                                                   |
|  | Medalla por la Liberación de Praga (1945)                                                                                   |
|  | Medalla al Trabajador Veterano                                                                                              |
|  | Medalla de veterano de las Fuerzas Armadas de la URSS                                                                       |
|  | Medalla del 30.º Aniversario de las Fuerzas Armadas de la URSS                                                              |
|  | Medalla del 40.º Aniversario de las Fuerzas Armadas de la URSS                                                              |
|  | Medalla del 50.º Aniversario de las Fuerzas Armadas de la URSS                                                              |
|  | Medalla del 60.º Aniversario de las Fuerzas Armadas de la URSS                                                              |
|  | Medalla del 70.º Aniversario de las Fuerzas Armadas de la URSS                                                              |
|  | Medalla por Servicio Impecable de 1.er grado                                                                                |